# Монастырь Ставровуни
Монасты́рь Ставрову́ни (греч. Σταυροβούνι — «Крестовая гора», Монастырь Святого Креста, греч. Μοναστήρι του Τιμίου Σταυρού) — мужской монастырь Китийской митрополии Кипрской православной церкви. Основан в 327 году императрицей Еленой.

## История основания
Считается, что монастырь был заложен императрицей Еленой, которая во время бури приказала остановиться на острове Кипр. Согласно преданию, явившийся ей во время бури ангел повелел основать на острове монастырь, пять храмов и оставить частицу Животворящего Креста, обретённого ею в Иерусалиме. Как гласит монастырское предание, перед тем как Елена сошла на берег, была обнаружена пропажа креста благоразумного разбойника. После долгих поисков он был найден парящим в воздухе над вершиной горы Олимп. Крест благоразумного разбойника со вложенной частицей Животворящего Креста и одним из гвоздей, которым было пронзено тело Христа, был оставлен Еленой на вершине этой горы. На этом месте и был основан монастырь, а гора стала называться «Гора Креста».

## История монастыря
Первые письменные упоминания о Ставровунском монастыре относят к началу правления на Кипре династии Лузиньянов. Однако факт существования обители подтверждают и более ранние документы, которые, хотя и не используют название «Ставровуни», но по описанию позволяют установить, что речь идёт о нём. К таким свидетельствам относится «Хождение игумена Даниила» (XII век), в котором преподобный Даниил рассказывает о кресте, оставленном на острове святой Еленой:
Стоит же тот крест на воздух ничем не прикреплен к земле, но так, Духом Святым носим в воздухе. И тут я, недостойный, поклонился святыне той чудной, и видел глазами своими грешными благодать Божию на месте том, и исходил тот остров как следует.
Даниил повторяет самую раннюю, сохранившуюся с 1106 года запись о монастыре Ставровуни, рассказывающую о кипарисовом кресте, поддерживаемом в воздухе Святым Духом. В 1426 году крест разбойника был похищен мамелюками, но спустя несколько лет, как гласит монастырское предание, был чудесным образом возвращён на прежнее место. Однако потом святыня пропала вновь и не найдена до сих пор.
В 1426 году монастырь был разрушен египетской армией, а затем до захвата острова турками находился во владении католиков. С 1571 года монастырь полностью заброшен, однако его продолжали населять отдельные затворники, о которых в первой половине XVIII века упоминал русский монах-паломник Василий Барский. В 1888 году монастырь пережил пожар, после которого и началось его восстановление.
До 1983 года в монастыре не было электричества, телефона и водопровода. Водой монастырь обеспечивался только с помощью цистерн сбора дождевой воды.

## Современное состояние монастыря
Монастырь имеет форму четырёхугольника, обращённого одной стороной к морю. До 1980-х годов он не имел водопровода и электроснабжения. В ходе длительных реставрационных работ были восстановлены фрески, украшающие монастырские храмы.
Главной реликвией монастыря является древний кипарисовый крест в серебряном окладе, содержащий частицу Животворящего Креста. Он установлен в специальной нише в южной части первого яруса иконостаса соборного храма в честь Воздвижения Честнаго Животворящего Креста.
С 1982 года монастырём Ставровуни управляет архимандрит Афанасий. Монастырь занимается производством ладана, качество которого ценилось с давних времён (о деревьях, с которых собирают смолу для приготовления ладана, ещё в XIII веке писал игумен Даниил). При монастыре существуют иконописные мастерские.
Подворьем монастыря является монастырь Великомученицы Варвары  на северо-западном склоне горы Ставровуни
В 1996 году в рамках российско-кипрского выпуска почтовых марок серии «Культура православия» была выпущена марка с изображением монастыря Ставровуни.
В 2006 году в честь 900-летия установления духовных связей Кипра и Киевской Руси в монастыре Ставровуни зажжена памятная лампада. В 2006 году монастырь принимал участие в православном фестивале в память паломничества игумена земли Русской Даниила на остров Кипр.
Монастырь открыт для посещения в утренние часы до 12 часов и в послеобеденное время с 15 до 18 часов. Вход разрешён только мужчинам в подобающей одежде. Женщинам разрешено посещение церкви Всех Кипрских Святых, расположенной на площади перед входными воротами в монастырь.